# Hrvatska na Paraolimpijskim igrama 2024.
Hrvatska na Paraolimpijskim igrama 2024. u Parizu u Francuskoj sudjeluje od 28. kolovoza do 8. rujna. Natječu se 22 hrvatska parasportaša u šest sportova.

## Odličja
| odličje | natjecatelj/i           | šport        | događaj               | nadnevak       |
| ------- | ----------------------- | ------------ | --------------------- | -------------- |
| bronca  | Luka Baković            | atletika     | bacanje kugle – F46   | 4. rujna 2024. |
| zlato   | Anđela Mužinić Vincetić | stolni tenis | žene pojedinačno – C3 | 6. rujna 2024. |
| bronca  | Dino Sinovčić           | plivanje     | 100 m leđno S6        | 7. rujna 2024. |
| srebro  | Deni Černi              | atletika     | bacanje kugle F33     | 7. rujna 2024. |

## Natjecatelji
Slijedi popis broja hrvatskih natjecatelja na Igrama. Najviše ih je iz atletike.
| sport        | muškarci | žene | ukupno |
| ------------ | -------- | ---- | ------ |
| atletika     | 8        | 2    | 10     |
| boccia       | 1        | 2    | 3      |
| plivanje     | 1        | 2    | 3      |
| stolni tenis | 1        | 3    | 4      |
| taekwondo    | 1        | 0    | 1      |
| triatlon     | 1        | 0    | 1      |
| ukupno       | 13       | 9    | 22     |

- Luka Baković – atletika (kugla)
- Deni Černi – atletika (kugla)
- Ivan Katanušić – atletika (disk)
- Erik Fabian Kaurin – atletika (disk)
- Marijan Presečan – atletika (kugla)
- Ivana Purkić – atletika (disk)
- Mikela Ristoski – atletika (skok u dalj)
- Matija Sloup – atletika (kugla)
- Velimir Šandor – atletika (disk)
- Miljenko Vučić – atletika (kugla)

- Anamaria Arambašić – boccia
- Dora Bašić – boccia
- Davor Komar – boccia

- Emma Mečić – plivanje
- Dino Sinovčić – plivanje
- Paula Novina – plivanje

- Helena Dretar Karić – stolni tenis
- Mirjana Lučić – stolni tenis
- Anđela Mužinić Vincetić – stolni tenis
- Borna Zohil – stolni tenis

- Ivan Mikulić – taekwondo

- Antonio Franko – triatlon